# 城巴2A線
城巴2A線是香港島的一條日間巴士路線，來往耀東邨及會展站，為英皇道沿線乘客提供頻密的流水線服務，亦因此衍生脫班問題。
本線另設2R線，由聖保祿醫院單向開往耀東邨，途經太古城及西灣河。 路線只在香港大球場舉行指定大型活動完結後提供服務，主要方便球迷於觀看球賽後以特快途徑返回東區，而無需步行至高士威道乘車。

## 簡介及歷史
- 1994年5月2日：路線投入服務。
- 1996年4月9日：路線繞經興東邨的一段耀興道。
- 1996年8月23日：路線增派空調巴士行走。
- 1998年9月1日：中巴專營權結束，路線改由新巴營運。
- 2000年：路線改為全空調服務[3]。
- 2015年5月17日：本線港島區總站由灣仔碼頭遷移往灣仔北公共運輸交匯處，以配合灣仔碼頭公共運輸交匯處因港鐵沙中綫工程而封閉[4]。
- 2017年10月22日：為配合於香港大球場舉行的「祈禱暨動員大會」及「童軍大會操2017」，2R線首次提供服務。[5][6]
- 2017年11月4及14日：配合「2017–18 香港超級聯賽：香港飛馬對標準流浪」及「2019 亞洲盃外圍賽：香港對黎巴嫩」兩大賽事而再次派出一車行駛2R線。[7]
- 2017年11月30日至12月3日：配合「香港福音盛會2017」的大型活動而派出巴士行駛2R線。[8]
- 2018年5月28日：2A增設實時抵站時間查詢服務。
- 2022年5月14日：2A線灣仔區總站遷回會展站公共運輸交匯處，以配合會展站啟用，往灣仔方向取消菲林明道「香港會議展覽中心」站，往耀東邨方向則不停會議道「灣仔碼頭」站。[9]
- 2023年7月1日：因應城巴新巴專營權合併，本線改由城巴經營。

## 服務時間及班次
2A
| 耀東邨開         | 耀東邨開    | 耀東邨開     | 會展站開         | 會展站開    | 會展站開     |
| 日期             | 服務時間    | 班次（分鐘） | 日期             | 服務時間    | 班次（分鐘） |
| ---------------- | ----------- | ------------ | ---------------- | ----------- | ------------ |
| 星期一至五       | 05:30-06:00 | 15           | 星期一至五       | 06:15-10:00 | 15-20        |
| 星期一至五       | 06:00-08:41 | 5-8          | 星期一至五       | 10:00-00:55 | 8-12         |
| 星期一至五       | 08:41-20:06 | 8-12         |                  |             |              |
| 星期一至五       | 20:06-00:10 | 10-12        |                  |             |              |
| 星期六           | 05:30-06:00 | 15           | 星期六           | 06:15-08:50 | 15-20        |
| 星期六           | 06:00-14:53 | 6-10         | 星期六           | 08:50-22:17 | 9-11         |
| 星期六           | 14:53-17:50 | 10-15        | 星期六           | 22:17-00:55 | 10-15        |
| 星期六           | 18:07       |              |                  |             |              |
| 星期六           | 18:19-19:19 | 12           |                  |             |              |
| 星期六           | 19:19-00:10 | 12-15        |                  |             |              |
| 星期日及公眾假期 | 05:30-09:00 | 10-15        | 星期日及公眾假期 | 06:15-08:55 | 20           |
| 星期日及公眾假期 | 09:00-16:37 | 7-9          | 星期日及公眾假期 | 08:55-23:05 | 7-10         |
| 星期日及公眾假期 | 16:37-00:10 | 9-12         | 星期日及公眾假期 | 23:05-00:55 | 12-14        |

## 收費
2A
全程：$5.2
- 鯉景灣往耀東邨：$3.2

| - 本線設有12歲以下小童及65歲或以上長者半價優惠。 - 65歲或以上香港居民使用「樂悠咭」，以及12歲以下合資格殘疾兒童使用「殘疾人士身份」個人八達通繳付車資，均可享有每程$2.0或半價（以較低者為準）的票價優惠；12至64歲合資格殘疾人士使用「殘疾人士身份」個人八達通（包括「樂悠咭」），以及60至64歲香港居民使用「樂悠咭」繳付車資，均可享有每程$2.0或全費（以較低者為準）的票價優惠。 - 65歲或以上長者如使用長者或一般個人八達通繳付車資，則只可享有半價優惠；12至64歲合資格殘疾人士如不使用「殘疾人士身份」個人八達通，以及60至64歲人士如不使用「樂悠咭」繳付車資，必須繳付全費。 - 乘客可以現金或八達通於上車時付款，不設找續。 - 每位成人乘客可免費攜帶最多兩名4歲以下而不佔座位的兒童乘客乘車，超額之4歲以下小童必須繳付小童車費乘車。 - 九龍巴士、城巴及龍運巴士全職員工及家屬（不包括外判職員）可免費乘搭本路線，惟必須拍職員或職員家屬八達通。 - 乘客亦可使用AlipayHK「易乘碼」、支付寶、WeChatHK／微信支付「搭車碼」、銀聯雲閃付「乘車碼」及BOC Pay「乘車碼」、具有感應式支付功能的VISA、Mastercard及銀聯卡，以及Apple Pay、Google Pay及Samsung Pay流動支付平台繳付車資。使用此支付方式的乘客可享有中途下車之分段收費，以及與其他城巴獨營路線或聯營線城巴班次之轉乘優惠，惟不適用於與非城巴路線之轉乘優惠。乘客亦不能享有「公共交通費用補貼計劃」及「長者及合資格殘疾人士公共交通票價優惠計劃」。 |

2R
全程：$10.5

### 八達通轉乘優惠
乘客登上本線後指定時間內以同一張八達通卡轉乘以下路線，或從以下路線登車後指定時間內以同一張八達通卡轉乘本線，次程可獲車資折扣優惠：
2X往嘉亨灣 → 2A往耀東邨，次程車資全免，轉乘時限為90分鐘，必須於西灣河站進行轉乘
720往嘉亨灣 → 2A往耀東邨，次程補車資$1，轉乘時限為90分鐘，必須於西灣河站進行轉乘
25往中環碼頭 → 2A往會展站，次程車資全免，轉乘時限為90分鐘
2A←→5B
- 2A往會展站→ 5B往銅鑼灣，次程車資全免，轉乘時限為90分鐘
- 5B往堅尼地城  → 2A往耀東邨，回贈首程車資，轉乘時限為60分鐘

2A←→8H
- 2A往灣仔北→ 8H往銅鑼灣，次程車資全免，轉乘時限為90分鐘
- 8H往小西灣 → 2A往耀東邨，次程車資全免，轉乘時限為60分鐘

2A←→8X，轉乘時限為90分鐘
- 2A往會展站 → 8X往跑馬地（上），次程補車資$1.1
- 8X往跑馬地（上） → 2A往會展站，次程車資全免
- 2A往耀東邨 → 8X往小西灣，次程補車資$0.4
- 8X往小西灣 → 2A往耀東邨，次程車資全免

2A←→15B、23、27、38、42(C)、63或65，次程可獲$1折扣優惠，轉乘時限為90分鐘
- 2A往會展站 → 15B往山頂、23往蒲飛路、27往寶馬山、38往置富或42(C)往華富／數碼港，轉乘時限為90分鐘
- 2A往會展站 → 63或65往赤柱，轉乘時限為120分鐘
- 15B往天后站、23、27、38、42(C)、63或65往北角碼頭 → 2A往耀東邨，轉乘時限為90分鐘

2A→18X，次程可獲$1.7折扣優惠，轉乘時限為60分鐘
- 2A往會展站 → 18X往堅尼地城

2A←→81、82，轉乘時限為90分鐘
- 2A往耀東邨 → 81往興華邨，次程可獲$3.6折扣優惠
- 2A往耀東邨 → 82往小西灣，次程車資全免
- 81往勵德邨或82往北角碼頭 →  2A往會展站，次程車資全免

2A←→110，轉乘時限為150分鐘
- 2A往會展站 → 110往尖沙咀，回贈首程車資
- 110往筲箕灣 → 2A往耀東邨，次程車資全免

2A←→608
- 2A往耀東邨 → 608往九龍城，回贈首程車資，轉乘時限為90分鐘
- 608往筲箕灣 → 2A任何方向，次程車資全免，轉乘時限為120分鐘

2A←→678，次程可獲$2.2折扣優惠，轉乘時限為150分鐘
- 2A往耀東邨 → 678往上水
- 678往銅鑼灣 → 2A往會展站

2A←→933、976、986、989，次程可獲$3折扣優惠，轉乘時限為120分鐘
- 2A往會展站→ 933、976、986、989往新界
- 2A往耀東邨 → 986往沙田圍
- 933、976、986、989往西灣河 → 2A往耀東邨
- 986往西灣河 → 2A往會展站

## 行車路線
2A
耀東邨開經：耀興道、惠亨街、太祥街、筲箕灣道、英皇道、康山道、英皇道、高士威道、伊榮街、邊寧頓街、怡和街、軒尼詩道及菲林明道。
會展站開經：鴻興道、菲林明道、軒尼詩道、怡和街、高士威道、英皇道、康山道、英皇道、筲箕灣道、太康街、鯉景道、太安街、成安街及耀興道。
2R
經：銅鑼灣道、高士威道、伊榮街、邊寧頓街、怡和街、高士威道、興發街、東區走廊、支路、太古灣道、太豐路、太古城道、太茂路、太古灣道、太榮路、太古城道、筲箕灣道、太康街、鯉景道、太安街、成安街及耀興道。 

### 沿線車站

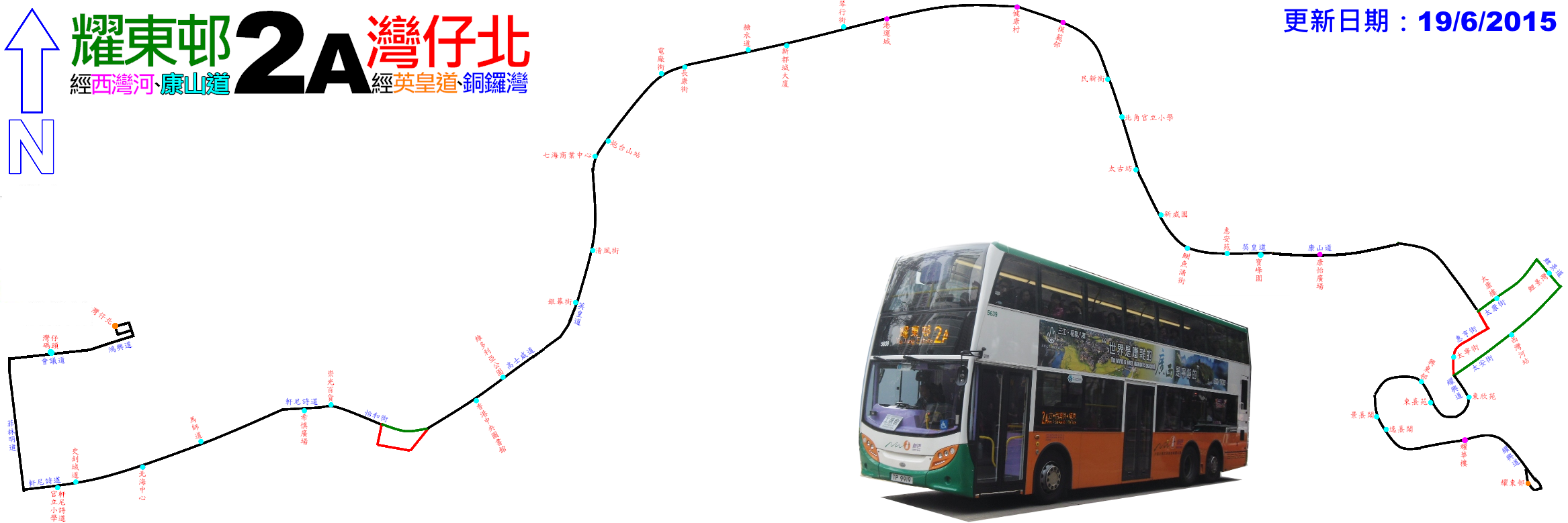
本線的走線圖

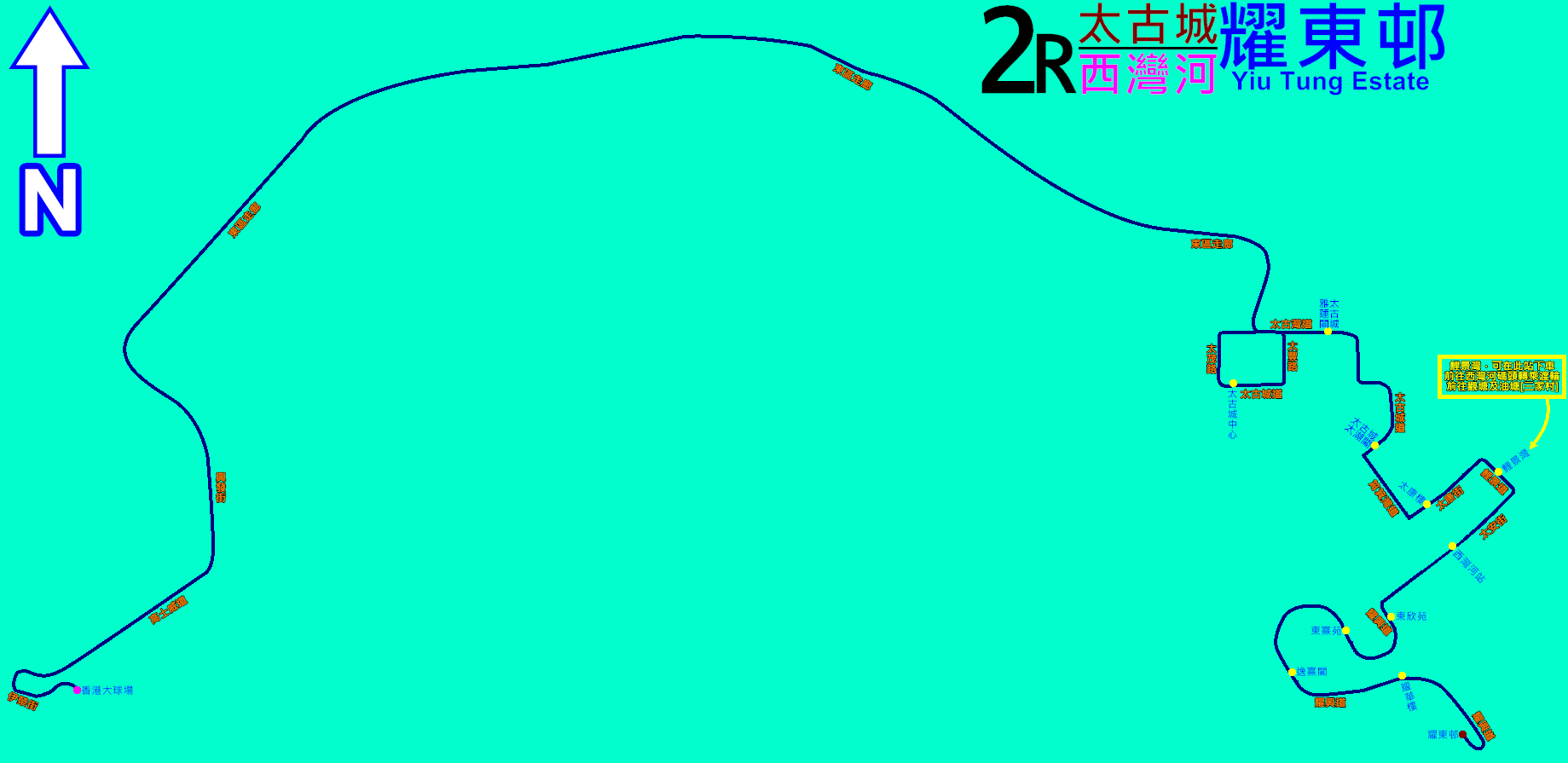
2R線的走線圖

2A
| 耀東邨開 | 耀東邨開         | 耀東邨開             | 會展站開 | 會展站開     | 會展站開             |
| 序號     | 車站名稱         | 位置                 | 序號     | 車站名稱     | 位置                 |
| -------- | ---------------- | -------------------- | -------- | ------------ | -------------------- |
| 1        | 耀東邨           | 耀東邨巴士總站       | 1        | 會展站       | 會展站公共運輸交匯處 |
| 2        | 耀東邨耀華樓     | 耀興道               | 2        | 史釗域道     | 軒尼詩道             |
| 3        | 東熹苑景熹閣     | 耀興道               | 3        | 馬師道       | 軒尼詩道             |
| 4        | 興東邨           | 耀興道               | 4        | 崇光百貨     | 軒尼詩道             |
| 5        | 太寧街           | 惠亨街               | 5        | 維多利亞公園 | 高士威道             |
| 6        | 康怡廣場         | 康山道               | 6        | 銀幕街       | 英皇道               |
| 7        | 寶峰園           | 英皇道               | 7        | 七海商業中心 | 英皇道               |
| 8        | 鰂魚涌街         | 英皇道               | 8        | 電廠街       | 英皇道               |
| 9        | 太古坊           | 英皇道               | 9        | 糖水道       | 英皇道               |
| 10       | 民新街           | 英皇道               | 10       | 琴行街       | 英皇道               |
| 11       | 模範邨           | 英皇道               | 11       | 港運城       | 英皇道               |
| 12       | 健康村           | 英皇道               | 12       | 健康村       | 英皇道               |
| 13       | 港運城           | 英皇道               | 13       | 模範邨       | 英皇道               |
| 14       | 新都城大廈       | 英皇道               | 14       | 北角官立小學 | 英皇道               |
| 15       | 長康街           | 英皇道               | 15       | 新威園       | 英皇道               |
| 16       | 炮台山站         | 英皇道               | 16       | 惠安苑       | 英皇道               |
| 17       | 清風街           | 英皇道               | 17       | 康怡廣場     | 康山道               |
| 18       | 香港中央圖書館   | 高士威道             | 18       | 太康樓       | 太康街               |
| 19       | 希慎廣場         | 軒尼詩道             | 19       | 鯉景灣       | 鯉景道               |
| 20       | 北海中心         | 軒尼詩道             | 20       | 西灣河站     | 太安街               |
| 21       | 軒尼詩道官立小學 | 軒尼詩道             | 21       | 東欣苑       | 耀興道               |
| 22       | 會展站           | 會展站公共運輸交匯處 | 22       | 東熹苑       | 耀興道               |
|          |                  |                      | 23       | 東熹苑逸熹閣 | 耀興道               |
| 24       | 耀東邨耀華樓     |                      |          |              | 耀興道               |
| 25       | 耀東邨           | 耀東邨巴士總站       |          |              |                      |

2R
| 1        | 聖保祿醫院   | 銅鑼灣道       |
| 東區走廊 |              |                |
| 2        | 太古城中心   | 太古城道       |
| 3        | 太古城雅蓮閣 | 太古灣道       |
| 4        | 太古城太湖閣 | 太古城道       |
| 5        | 太康樓       | 太康街         |
| 6        | 鯉景灣       | 鯉景道         |
| 7        | 西灣河站     | 太安街         |
| 8        | 東欣苑       | 耀興道         |
| 9        | 東熹苑       | 耀興道         |
| 10       | 東熹苑逸熹閣 | 耀興道         |
| 11       | 耀東邨耀華樓 | 耀興道         |
| 12       | 耀東邨       | 耀東邨巴士總站 |

## 客量
2A途經多個住宅區及商業區域，為東區及灣仔區的乘客提供流水線服務；加上耀東一帶屋邨遠離鐵路，故客量不俗。繁忙時間位於銅鑼灣的崇光百貨巴士站，更經常出現排隊等候此路線及77線的人潮。惟因2及722線取道更為直接的告士打道直達灣仔北（後者更取道東區走廊往返），所以較少乘客會選乘此路線來往該處。

## 外部連結
- 城巴2A 新巴/城巴官方網站 （页面存档备份，存于）
- 城巴2A線路線圖 （页面存档备份，存于）
- 城巴2A線詳細時間表 （页面存档备份，存于）